# شیک (برند)

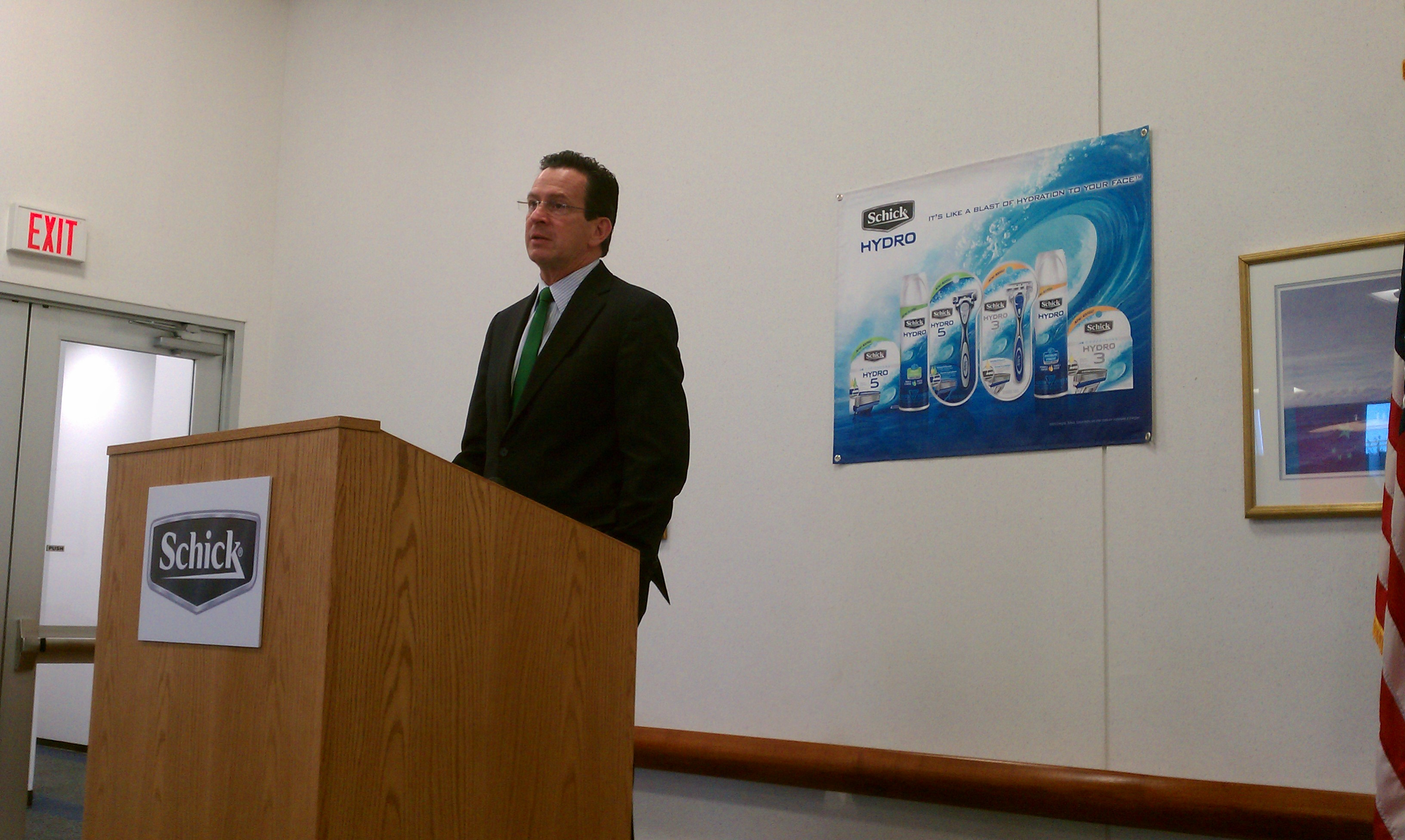
شیک (برند)

شیک (انگلیسی: Schick) شرکت لوازم بهداشتی آمریکایی است، که در سال ۱۹۲۶ تأسیس شد.